# Rožok

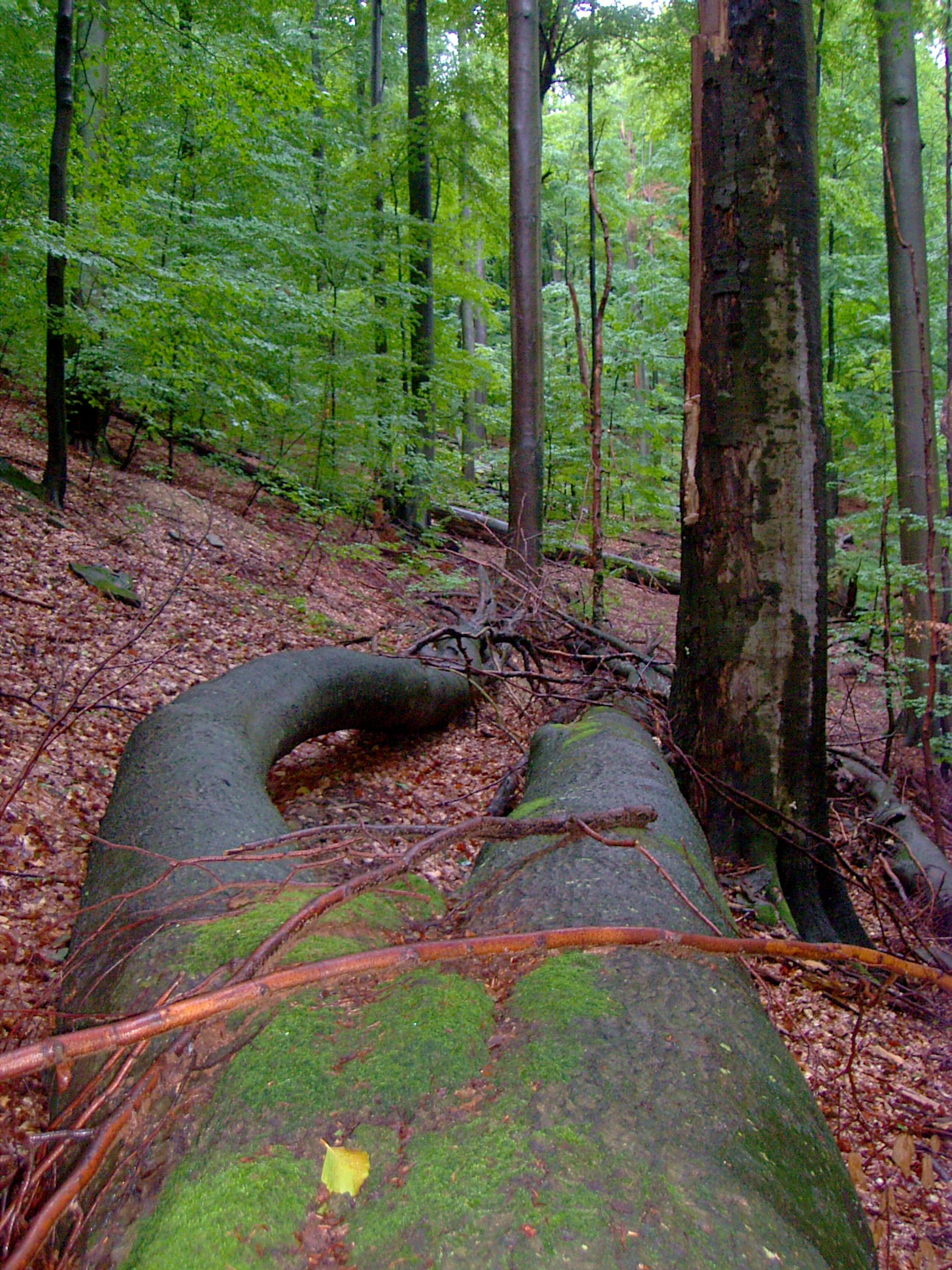
Buchenurwald Rožok

Rožok ist ein nationales Naturreservat in der Slowakei, ein karpatischer Buchenurwald im Gebirgszug Bukovské vrchy, im Nationalpark Poloniny. Es befindet sich im äußersten Nordosten der Slowakei, im Quellbereich des Baches Javorník, überwiegend am Nordhang des 793 m n.m. hohen Bergs Rožok an der slowakisch-ukrainischen Staatsgrenze, zum größten Teil auf dem Gemeindegebiet von Uličské Krivé gelegen. Ein kleiner Teil gehört zur Gemeinde Ulič.
Das nationale Naturreservat wurde 1965 eingerichtet und ist 67,15 ha groß. Grund für den Schutz unter der strengsten fünften Stufe ist die Anwesenheit ursprünglicher Buchenwälder in verschiedenen Entwicklungsstadien mit vereinzelt vorkommenden Berg-Ahornen.
Seit 2007 ist Rožok mit anderen drei slowakischen und sechs ukrainischen Naturschutzgebieten Teil des UNESCO-Welterbe „Buchenurwälder in den Karpaten“ (heute Alte Buchenwälder und Buchenurwälder der Karpaten und anderer Regionen Europas).